# Solorina
Solorina Ach. (dołczanka) – rodzaj grzybów z rodziny pawężnicowatych (Peltigeraceae).

## Systematyka i nazewnictwo
Pozycja w klasyfikacji według Index Fungorum: Peltigeraceae, Peltigerales, Lecanoromycetidae, Lecanoromycetes, Pezizomycotina, Ascomycota, Fungi.
Synonimy naukowe: Neosolorina (Gyeln.) Räsänen, Ruspoliella Sambo, Solorina sect. Neosolorina Gyeln., Solorinina Nyl., Solorinomyces E.A. Thomas ex Cif. & Tomas., Sommerfeltia Flörke ex Sommerf.
Nazwa polska według Krytycznej listy porostów i grzybów naporostowych Polski.

## Niektóre gatunki
- Solorina bispora Nyl. 1860 – dołczanka dwuzarodnikowa
- Solorina crocea (L.) Ach. 1808 – dołczanka szafranowa
- Solorina saccata (L.) Ach. 1808 – dołczanka torbiasta
- Solorina spongiosa (Ach.) Anzi 1862 – dołczanka gąbczasta

Wykaz gatunków (nazwy naukowe) na podstawie Index Fungorum. Uwzględniono tylko gatunki zweryfikowane o potwierdzonym statusie. Nazwy polskie według checklist.